# Apeel Sciences
Apeel Sciences – nastawiona na zysk spółka agrobiznesowo-biotechnologiczna założona w 2012 roku przez Jamesa Rogersa (obecny CEO firmy) w Santa Barbara w Kalifornii w Stanach Zjednoczonych, która opracowała specjalną jadalną powłokę ochronną nakładaną na zewnętrzną skórkę owoców lub warzyw, złożoną z mieszaniny mono-acylogliceroli otrzymywanych z oleju z pestek winogron w wyniku reakcji estryfikacji i uwodorniania, pozwalającą na przedłużenie okresu przydatności do spożycia świeżych produktów rolnych i przyczyniającą się do zmniejszenia marnotrawstwa żywności. Spółka Apeel wprowadziła na rynek dwa produkty: Edipeel (dodatek do żywności, będący powłoką ochronną) i Organipeel (zarejestrowany jako pestycyd); przed zastosowaniem oba preparaty wymagają uprzedniego przygotowania i stosowania ściśle według reguł podanych na opakowaniach.

## Nazwa
Apeel Sciences jest nazwą, której spółka używa w świecie biznesu (tzw. (ang.) doing business as, skrót DBA).
Legalna nazwa spółki brzmi Apeel Technology Inc.
Nazwa spółki Apeel jest złożona z przedimka a, który zgodnie z regułami gramatycznymi poprzedza rzeczownik policzalny i wyrazu peel oznaczającego w języku angielskim skórkę na owocu lub warzywie, albowiem produkty Edipeel i Organipeel tworzą cienką powłokę na skórce owoców i warzyw, naśladując naturalną warstwę ochronną owoców i warzyw.
Taką samą nazwę jak przedsiębiorstwo Apeel noszą również płyn do czyszczenia Apeel, produkowany przez brytyjską firmę Evans Vanodine, i neutralizator zapachu Apeel, produkowany przez firmę australijską Oats Laboratories.

## Działanie powłoki

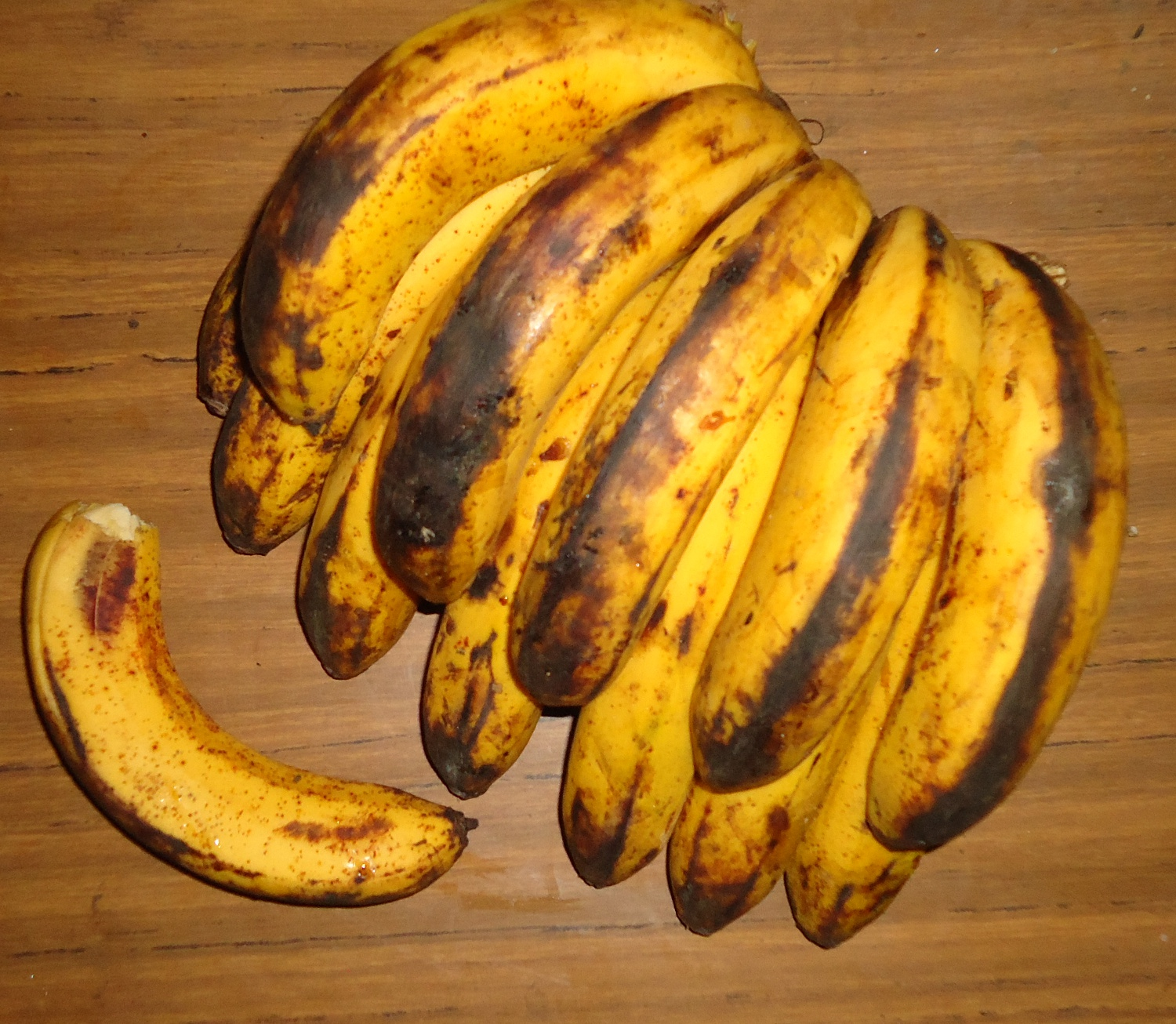
Przejrzałe banany

Wg danych producenta, nałożona cienka powłoka ochronna ma zapobiegać utracie wody (wysychaniu) i dostępowi tlenu (utlenianiu), w ten sposób spowalniając rozkład owoców i warzyw. Powłoka jest jadalna, bezsmakowa i bezzapachowa, niewidoczna dla ludzkiego oka, niedająca się zmyć. W przeciwieństwie do wosku jest niewyczuwalna. Powłoki są dostępne w wariatach do użycia po zbiorze, jak i przed.
Ochronną powłokę można nałożyć na powierzchnię owoców (tj. jagody, winogrona, owoce pestkowe, cytrusy, banany, mango, awokado) i warzyw (tj. cebule, łodygi, strąki, kwiaty i pąki kwiatowe, rośliny strączkowe, korzenie, bulwy).
Eksperyment z owocami awokado chronionymi powłoką, przeprowadzony w wybranych sieciach supermarketów w Niemczech, wykazał 50% redukcję marnotrawstwa tej kategorii owoców i 20% wzrost ich sprzedaży.
Przypuszcza się, że w przyszłości powłoki ochronne firmy Apeel jeszcze bardziej wydłużą okres przydatności do spożycia owoców i warzyw oraz zmniejszą zapotrzebowanie na transport chłodniczy.

## Skład chemiczny powłoki

Starzenie się owocu

Uwaga! Działające związki chemiczne powłoki ochronnej są określane w dokumentach amerykańskich jako mieszanina mono-acyloglicerydów lub jako mono- i dwuglicerydy, jak np. w Codex Alimentarius.
Ochronna powłoka składa się z oczyszczonych, głównie nasyconych, mono- i dwuglicerydów, otrzymanych w wyniku reakcji chemicznych w warunkach przemysłowych z tłuszczów i olejów pochodzenia roślinnego, naturalnie występujących w owocach i warzywach, które są głównym wyjściowym substratem.
W skład mieszaniny monoacylogliceroli wchodzi głównie (≥ 91%) 2,3-dihydroksypropyl palmitynian i (lub) 
1,3-dihydroksypropan-2-yl palmitynian wraz z innymi monoglicerydami o różnej długości łańcucha węglowego. Stosunek tych monoglicerydów w produkcie zależy od przeznaczenia, zmienia się w zależności od rodzaju owocu lub warzywa (ze względu na różnice w wymaganiach mikroklimatycznych różnych gatunków owoców i warzyw) oraz pożądanego okresu przedłużenia terminu przydatności do spożycia. W czystej postaci monoglicerydy mają postać białego do bladożółtego proszku.
Maksymalne ilości mieszaniny monoacyklogliceroli potrzebne do uzyskania pożądanego efektu ochronnego, wynoszą przykładowo 108 g/100 kg jabłek, 118 g/100 kg truskawek czy 152 g/100 kg zielonej fasolki.
Dzienne spożycie monoglicerydów w diecie zawierającej warzywa i owoce z powłoką Apeel oszacowano na maksymalnie 218 mg/dzień dla jednej osoby w wieku od 2 lat wzwyż (3,6 mg/kg masy ciała/na dzień dla osoby o wadze 60 kg), a średnio na 109 mg/dzień/osobę.  
Amerykańska FDA określiła monoglicerydy w powłoce jako dodatki do żywności terminem „ogólnie uznane za bezpieczne” (skrót angielski: GRAS). W Ameryce powłoką są pokrywane owoce awokado i jabłka. Na takich owocach znajduje się mała plakietka ze znakiem graficznym Apeel i informacją o nałożonej warstwie ochronnej.

## Produkcja powłoki

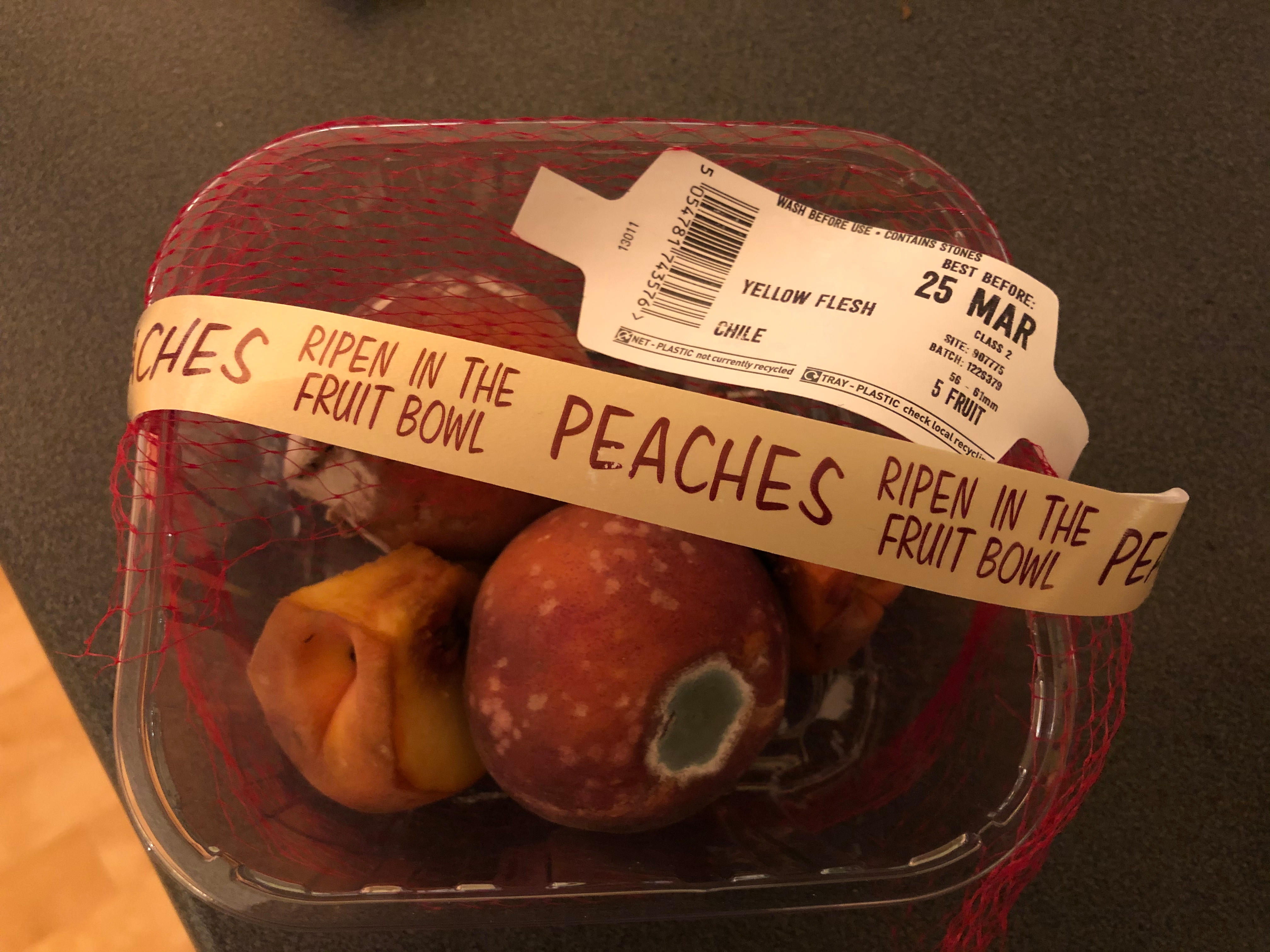
Zepsute brzoskwinie

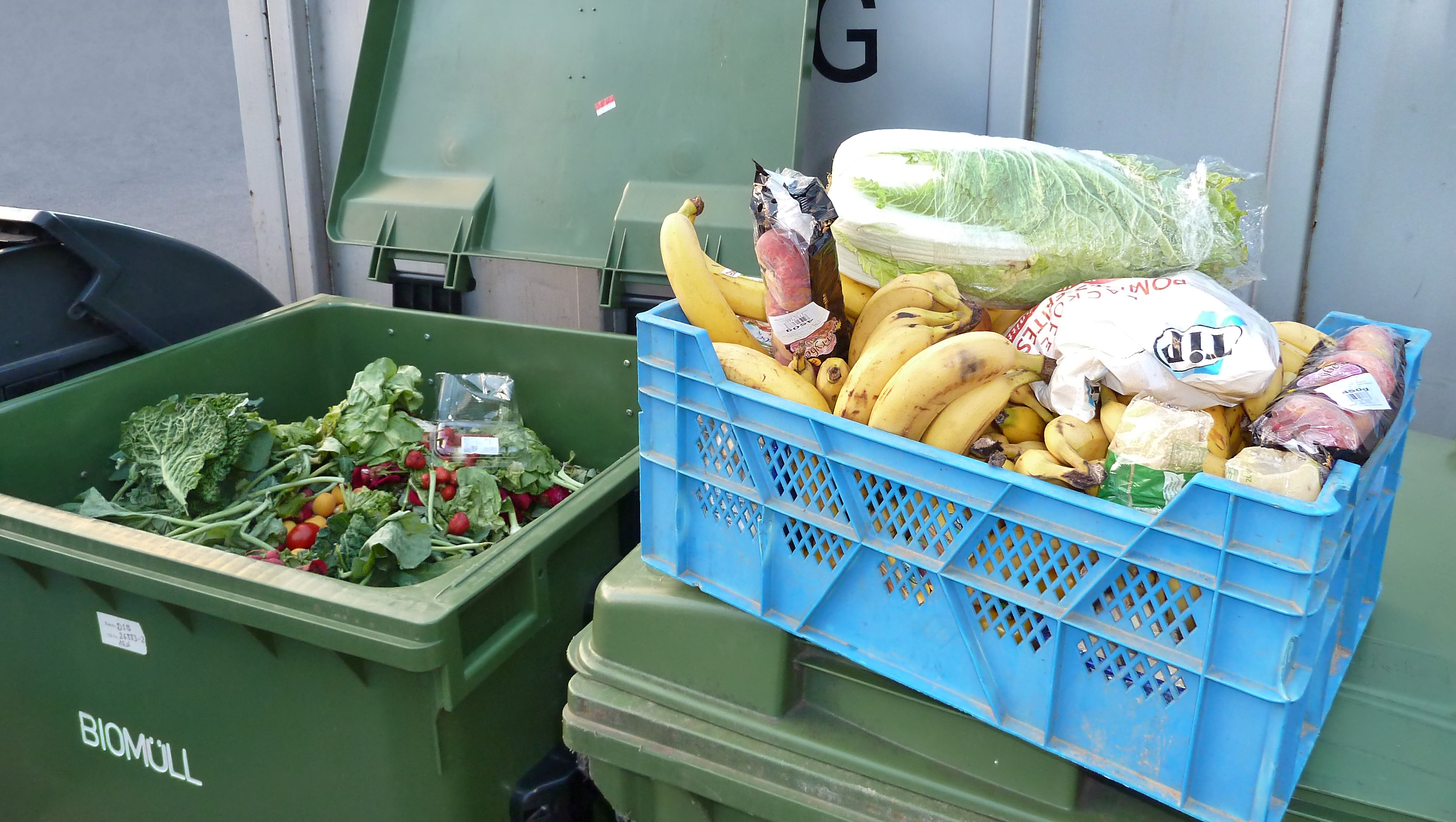
Wyrzucone na śmietnik przeterminowane owoce i warzywa z supermarketu

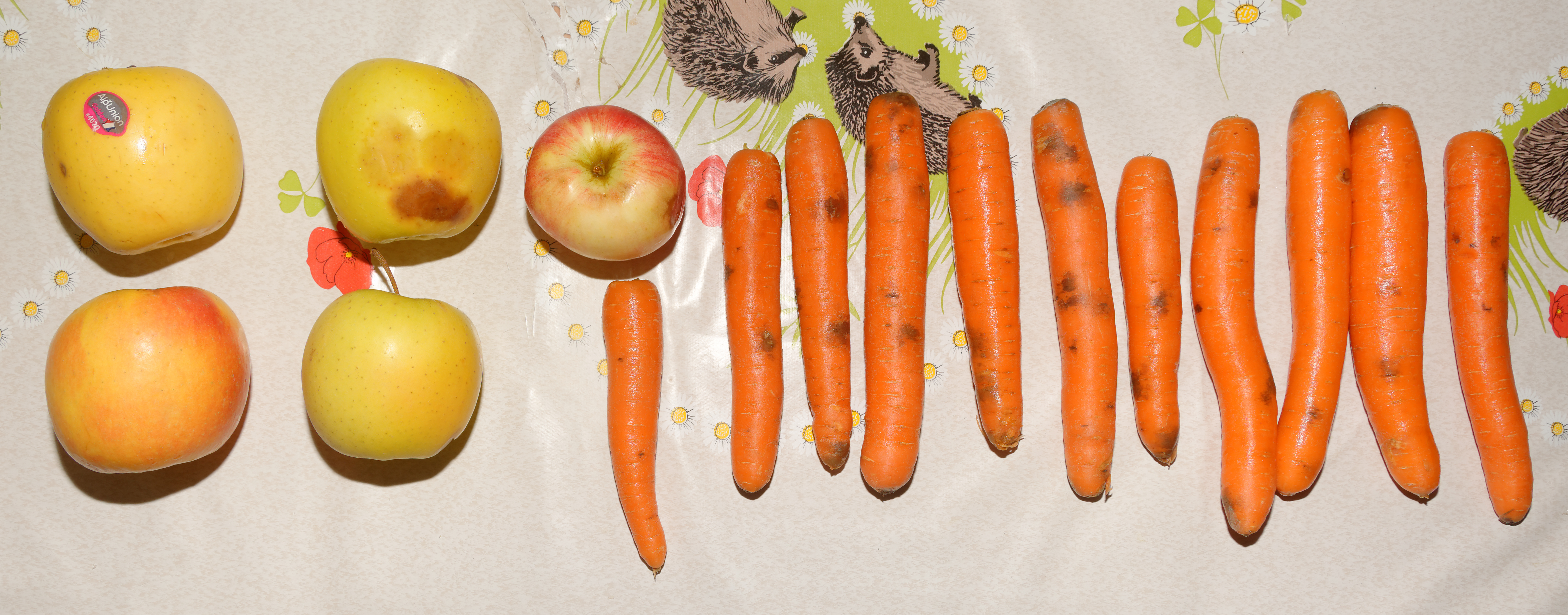
Lekko przywiędłe jabłka i marchewki wyciągnięte ze śmietnika

Pierwszy etap produkcji obejmuje mechaniczne wytłoczenie oleju z pestek winogron. Olej z pestek winogron jest z natury bogaty w nienasycone kwasy tłuszczowe: kwas linolowy, kwas oleinowy, kwas α-linolenowy, kwas oleopalmitynowy, oraz kwasy tłuszczowe nasycone: kwas palmitynowy, kwas stearynowy. 
Proces produkcji monoglicerydów rozpoczyna się od reakcji zabezpieczenia dwóch pierwszorzędowych grup hydroksylowych na szkielecie glicerolu do ugrupowań nieaktywnych. 
Następnie przy użyciu kwaśnego katalizatora wolne kwasy tłuszczowe są selektywnie estryfikowane w miejscu drugorzędowej grupy hydroksylowej, aby uzyskać monoglicerydy. Reakcja jest kontrolowana za pomocą nutralizatora katalizatora.
Po zajściu reakcji estryfikacji, stosując ekstrakcję ciecz-ciesz za pomocą wody i heptanu lub octanu etylu, usuwany jest nieprzereagowany glicerol, pozostałości katalizatora i jego środka neutralizującego, oczyszczając powstałe produkty. 
Z kolei na drodze nowej reakcji chemicznej odszczepiane są uprzednio wprowadzone niereaktywne ugrupowania zabezpieczające pierwszorzędowe grupy hydroksylowe na szkielecie glicerolu. Następnie w obecności metalicznego katalizatora, którym jest wodorotlenek palladu osadzony na węglu, i gazowego wodoru, w środowisku rozpuszczalnika, przeprowadza się reakcję uwodornienia, w wyniku której powstają nasycone formy nienasyconych kwasów tłuszczowych. 
Po zajściu tej reakcji metaliczny katalizator jest usuwany w procesie filtracji. Pozostały filtrat, produkt końcowy, którym są nasycone monoglicerydy, zostaje poddany krystalizacji i wysuszeniu. 
Według przedsiębiorstwa Apeel wszystkie materiały i odczynniki używane przy produkcji są substancjami dopuszczonymi do kontaktu z żywnością, a podczas procesu produkcyjnego stosowane są zasady dobrej praktyki produkcyjnej. 
Limity dla pozostałości rozpuszczalników w końcowym produkcie określono na: ≤ 100 mg/kg dla octanu etylu, ≤ 5 mg/kg dla acetonitrylu, ≤ 5 mg/kg dla toluenu, ≤ 25 mg/kg dla heksanu. Limity dla pozostałości metali ciężkich w końcowym produkcie określono na poziomie ≤ 1 mg/kg dla ołowiu, ≤ 3 mg/kg dla palladu i ≤ 0,2 mg/kg dla arsenu. Limit dla diacyloglicerydu został określony na ≤7 %.

## Edipeel
Powłoka ochronna w postaci produktu o zastrzeżonej nazwie Edipeel przedsiębiorstwa Apeel została dopuszczona na rynku krajów Unii Europejskiej zgodnie z rozporządzeniem numer (EG) Nr. 1333/2008 jako dodatek do żywności stosowany w ilości niezbędnej (łac. quantum satis), nadający połysk owocom cytrusowym, mango, papaja, awokado, melonom, ananasom, bananom i granatom. Edipel został na podobnych zasadach dopuszczony do użytku w Wielkiej Brytanii, Norwegii i Szwajcarii, oraz do używania bez ograniczeń na owocach i warzywach w Kanadzie, Chili, Chinach, Kolumbii, Japonii, Kenii, Meksyku, Peru, Południowej Afryce i Stanach Zjednoczonych.

## Organipeel
Innym produktem spółki Apeel jest Organipeel – zarejestrowany w Stanach Zjednoczonych przez U.S. Environmental Protection Agency jako pestycyd antymikrobiologiczny – proszek do sporządzania właściwego roztworu przez rozpuszczenie w wodzie. Otrzymanym roztworem spryskuje się produkty rolne przemieszczające się na taśmie lub zanurza się w nim owoce czy warzywa; w obu przypadkach pozostawia się je do wyschnięcia na powietrzu albo za pomocą suszarki. Spółka Apeel nie ujawniła całego składu preparatu, a jedynie podała, że zawiera on 0,66% wagowych kwasu cytrynowego jako czynnika działającego i 99,34% wagowych innych składników.

## Kontrowersje
Powodem kontrowersji są m.in. poprodukcyjne pozostałości organicznych rozpuszczalników oraz metali ciężkich obecne w mieszaninie monoglicerydów.
Ponieważ przedsiębiorstwo Apeel nie ujawniło ponad 99% składu preparatu Organipeel, amerykańskie sklepy sieci Natural Grocers zdecydowały się nie sprzedawać produktów rolnych, zarówno ekologicznych jak i nieekologicznych, potraktowanych preparatami Apeel.
Na stronie Change.org wezwano do bojkotu warzyw i owoców poddanych działaniu produktów Apeel do czasu ich dokładnego przetestowania. Pod naporem opinii publicznej dostawca produktów rolnych Stemilt Growers w Waszyngtonie zrezygnował z spryskiwania ekologicznych jabłek. 
Pomimo że amerykańskie instytucje publiczne d/s ochrony zdrowia stwierdziły, że powłoka firmy Apeel na owocach i warzywach jest bezpieczna do konsumpcji, amerykańska organizacja Moms Across America, zajmująca się m.in. tematem zdrowej żywności, po zapoznaniu się z jej procesem produkcyjnym i innymi aspektami, uznała powłokę za mniej korzystną i bezpieczną niż wynikałoby z informacji producenta, zwracając uwagę, że składniki powłoki nie zostały przebadane pod kątem długoterminowego wpływu na zdrowie człowieka i na środowisko naturalne, oraz zostały dopuszczone do obrotu jedynie na podstawie wcześniejszych badań nad mono- i diglicerydami w diecie, a nie na bazie badań dotyczących bezpośrednio stosowania Edipeelu na owocach i warzywach. Organizacja wskazała też na możliwość kumulowania się w ludzkim ciele toksycznych związków, pozostałych w minimalnych ilościach po procesie produkcyjnym, w wyniku wielokrotnych konsumpcji, niemożliwość całkowitego zmycia powłoki z powierzchni owoców i warzyw, oraz na finansowanie firmy Apeel przez inwestorów, z których niektórzy mogą budzić zastrzeżenia. W spółkę Apeel zainwestowali m.in. Bill & Melinda Gates Foundation, Fundacja Rockefellera, 23andMe, Katy Perry i Oprah Winfrey.